# كيث باتلر (سياسي)
كيث باتلر هو سياسي كندي، ولد في 1920، وتوفي في 1977. حزبياً، نشط في حزب أونتاريو المحافظ التقدمي. وقد انتخب عضو برلمان مقاطعة أونتاريو.